# Park Eun-ji
Park Eun-ji (20 de marzo de 1983) es una personalidad de televisión, actriz y expresentadora del clima surcoreana.

## Carrera
Fue parte del elenco del show Match Made In Heaven (2015) y de El Genio: las Reglas del Juego. (2013) También fue presentadora en MBC Newsdesk.

## Filmografía

### Presentadora de noticias
- MBC Newsdesk - presentadora del clima
- MBC NEWS TODAY - presentadora del clima

### Espectáculo de variedades
- 2020: MBC, King of Mask Singer - concursó como "Surfer" (ep. #267)
- MBC 《Sunday Night: Hot Brothers》
- JTBC   닥터의 승부
- MBC every1 《Family secret》
- MBC 《Our Sunday Night : I Am a Singer Ⅱ》
- tvN 《The Genius: Rules of the Game》《SNL Korea》 (Temporada 4 1~6)

### Dramas
- MBC 《Standby》
- SBS 《The Secret of Birth》
- tvN 《Flower Grandpa Investigation Unit》
- tvN 《Plus Nine Boys》
- KBS2 《All About My Mom》
- 2016: SBS 《Jealousy Incarnate》como Park Jin.
- 2016: tvN 《Cinderella with Four Knights》 - reportera (ep. 1)
- 2017: tvN 《Circle》
- 2017: MBC 《Children of the 20th Century》 como la presentadora del programa We Got Married (ep. 13)